# 달맞이꽃 (드라마)
《달맞이꽃》은 1986년 9월 18일에 KBS 1TV에서 방영된 추석 특집드라마이다. 서울 마장동 시외버스터미널 주변에 위치한 카페를 배경으로 한 드라마로써 추석을 맞아 고향을 찾는 귀성객들과 고향에 가지 못하는 사람들의 사연을 주제로 하고 있다.

## 출연진
- 강석우
- 김순철
- 김현주
- 홍요섭
- 김종결
- 남윤정
- 김보미
- 이한수
- 양재성
- 안문숙
- 이한수
- 장용
- 최승철